# Nineteens
Nineteens foi a primeira telenovela moçambicana, de autoria de Chico Amorim que estreou a 1 de fevereiro, no horário das 18 horas da Televisão Independente de Moçambique, terminando no dia 25 de março de 2010 com reprise no dia 26 de março de 2010. Dirigido por Chico Amorim e Nurodine Daúde. A telenovela contou como a protagonista principal da trama a atriz Lucrécia Paco, tivemos os actores Jeff Mendes, Luidimila Comé e João Gomes como os co-protagonistas e Ana Maria Albino como a antagonista central da trama.

## História

### Sinopse
A telenovela conta história da Glória Monjane, uma ex-nadadora cujo único filho foi roubado há dezanove anos, que é convidada para treinar, durante 20 dias, um grupo de nove jovens órfãos, e escolher o melhor casal de atletas para representar o país nas olimpíadas lusófonas.
Cada jovem tentará realizar o seu sonho lidando ao mesmo tempo com os seus problemas e dramas pessoais enquanto a treinadora procurará descobrir entre os jovens o seu filho desaparecido.
Nesta história, diversos temas ligados à juventude serão abordados tais como a sexualidade e doenças de transmissão sexual, determinação e vontade, o alcoolismo e o papel de educador, serão alguns dos temas que se cruzarão com a paixão, religião, traição e o ciúme.

## Elenco

### Núcleo cômico
- Lucrécia Paco - Glória Monjane
- Maria Amélia Panguane - Emília
- Jeff Mendes - Leonardo (Léo / White)
- Luidimila Comé - Linda
- Ana Maria Albino - Clara
- Lopes Pereira - Ricky
- João Gomes - Edu
- Lúcia Tumulane - Zara
- Átila Cézar - Abidu
- Júlia Melo - Maria
- Cató Sulemane - Tom

### Participações especiais
- Milton Manhedje - Alfredo
- Nurodine Daúde - Avó da Zara

## Temas recorrentes
- alcoolismo - Léo.
- Amor de diferenças de idade - Glória e Léo.
- Ambição - Emília.
- Curandeirismo - Zara.
- Ganância - Rick.
- Gravidez precoce - Linda.
- Preconceito - Clara.
- Religião - Abidu.